# 九龍巴士16M線
九龍巴士16M線是香港九龍的一條巴士路線，來往觀塘（裕民坊）及藍田（康華苑）。

## 歷史
本路線是藍田區第二條由九巴營運的鐵路接駁線，與15M線共同為該區居民服務，兩線早於地下鐵路觀塘綫過海路段（觀塘站至鰂魚涌站）通車前投入服務，前者配合康華苑及興田邨相繼落成入伙，於1987年開辦，往返觀塘地鐵站。
- 1987年4月27日：本線開辦，來往觀塘地鐵站及藍田（康華苑），以循環線形式運作。
  - 此路線早期之循環點設於連德道康華苑對面巴士站，故起訖點顯示為「藍田（康華苑）」，後來因安全問題不再停靠該站，實際循環點順延連德道興田邨對面，但循環點名稱至今一直沿用「藍田（康華苑）」。
- 1994年4月9日：配合九巴15C線停駛，本線繞經安田街（即平田邨現址）。
- 1994年9月23日：本線延長至觀塘（月華街），並提高全程收費至$2.1，增幅逾10.5%。
- 1997年5月26日：本線增派空調巴士行走，並改經藍田（北）巴士總站，空調全程收費$3.3。
- 2007年12月2日：地下鐵路與九廣鐵路合併為港鐵，九巴把各有關車站統稱為「鐵路站」。
- 2009年7月19日：配合觀塘市中心重建項目，總站遷回觀塘站，往觀塘方向仍會繞經觀塘市中心。
- 2009年9月19日：增派低地台空調巴士行走。
- 2012年4月10日：改為全空調服務[2]。
- 2015年6月27日：增設到站時間預報。[3]
- 2021年4月2日：作出以下改動[4][5]：
  - 總站由觀塘站公共運輸交匯處遷往裕民坊公共運輸交匯處；
  - 往藍田方向，由裕民坊公共運輸交匯處開出後，改經物華街（西行）、康寧道（南行）、觀塘道（東行）後返回現有行車路線；
  - 往觀塘方向，依原有行車路線到達物華街（東行）後，右轉裕民坊公共運輸交匯處作為終點站。
  - 新增觀塘（裕民坊）巴士總站，取消「物華街」及「同仁街」站。
- 2023年2月12日：因應觀塘站巴士總站工程，往藍田方向不經該站，並於觀塘道增設「觀塘市中心」站[6]。

## 服務時間及班次
| 觀塘（裕民坊）開 | 觀塘（裕民坊）開 | 觀塘（裕民坊）開 |
| 日期             | 服務時間         | 班次（分鐘）     |
| ---------------- | ---------------- | ---------------- |
| 星期一至五       | 05:35-06:25      | 25               |
| 星期一至五       | 06:25-07:25      | 20               |
| 星期一至五       | 07:25-12:00      | 25               |
| 星期一至五       | 12:00-16:00      | 30               |
| 星期一至五       | 16:00-20:10      | 25               |
| 星期一至五       | 20:10-00:10      | 30               |
| 星期六           | 05:35-07:05      | 30               |
| 星期六           | 07:05-14:10      | 25               |
| 星期六           | 14:10-00:10      | 30               |
| 星期日及公眾假期 | 05:35-08:35      | 30               |
| 星期日及公眾假期 | 08:35-15:40      | 25               |
| 星期日及公眾假期 | 15:40-00:10      | 30               |

## 收費
全程：$5.0
| - 本線設有12歲以下小童及65歲或以上長者半價優惠。 - 65歲或以上香港居民使用「樂悠咭」，以及12歲以下合資格殘疾兒童使用「殘疾人士身份」個人八達通繳付車資，均可享有每程$2.0或半價（以較低者為準）的票價優惠；12至64歲合資格殘疾人士使用「殘疾人士身份」個人八達通（包括「樂悠咭」），以及60至64歲香港居民使用「樂悠咭」繳付車資，均可享有每程$2.0或全費（以較低者為準）的票價優惠。 - 65歲或以上長者如使用長者或一般個人八達通繳付車資，則只可享有半價優惠；12至64歲合資格殘疾人士如不使用「殘疾人士身份」個人八達通，以及60至64歲人士如不使用「樂悠咭」繳付車資，必須繳付全費。 - 乘客可以現金或八達通於上車時付款，不設找續。 - 每位成人乘客可免費攜帶最多兩名4歲以下而不佔座位的兒童乘客乘車，超額之4歲以下小童必須繳付小童車費乘車。 - 持有「九巴月票」之乘客在車票有效期內，每日可享最多10程任何九龍巴士及龍運巴士路線（包括本路線，以及聯營路線的九龍巴士／龍運巴士提供的班次；惟乘搭機場「A」及「NA」線則可享原價二七折優惠（不會計算每天10次合資格車程））；而B1線則每日可享最多各2程（不會計算每天10次合資格車程）。 - 九龍巴士、城巴、龍運巴士及陽光巴士全職員工及家屬（不包括外判職員）可免費乘搭本路線，惟必須拍職員或職員家屬八達通。 - 乘客亦可透過多元化電子支付系統（e度嘟）繳付車資，包括使用非接觸式VISA卡、JCB卡、萬事達卡、銀聯卡、美國運通、大來國際、Discover Card、Apple Pay、Google Pay、Samsung Pay、AlipayHK「易乘碼」、支付寶、WeChatHK／微信支付「搭車碼」、銀聯雲閃付「乘車碼」及BOC Pay「乘車碼」。乘客使用此付款方式，使用此支付方式的乘客可享有中途下車之分段收費，以及與其他九巴／龍運獨營路線或聯營線九巴／龍運班次之轉乘優惠，惟不適用於與非九巴／龍運路線之轉乘優惠，亦不能享有「公共交通費用補貼計劃」及「長者及合資格殘疾人士公共交通票價優惠計劃」。 |

設有12歲以下小童及65歲或以上長者半價優惠，接受以輔幣或八達通繳付車資，不設找續。

### 八達通轉乘優惠
乘客在登上本線巴士後150分鐘內以同一張八達通卡轉乘以下路線，或從以下路線登車後150分鐘內轉乘本線，次程可獲$4.2折扣優惠：
16M←→新界區巴士路線
- 16M → 38、40/A、40P、42C、62X、74X/D/E/P/274X、80、80X、83X、89、89B、89C、89D、89X、258D/P、259D、268C/A、(2)69C或277X/A/277E/P往新界
- 38、40/A、40P、42C、62X、74X/C/D/E/P、80/P、80X、83X/A、89、89B、89C、89D/P、89X、258D/A/P/S、259D、268C/A、(2)69C或277X/A/E/P往九龍 → 16M
- 16M往觀塘 → 93A、95M、98A往將軍澳
- 93A、95M、98A往觀塘 → 16M往藍田

16M←→213M
- 16M往藍田 → 213M往安達
- 213M往藍田站 → 16M往觀塘

## 使用車輛
現時本線使用2輛斯堪尼亞K230UB 10.6米（ASB）行走本線。
| 車隊編號 | 車牌   |
| -------- | ------ |
| ASB11    | NV4580 |
| ASB14    | NV5818 |

## 行車路線
經：物華街、康寧道、觀塘道、觀塘道下通道、觀塘道、鯉魚門道、將軍澳道、連德道、德田街、安田街、藍田（北）巴士總站、德田街、啟田道、鯉魚門道、觀塘道、協和街、同仁街、裕民坊、康寧道及物華街。

### 沿線車站

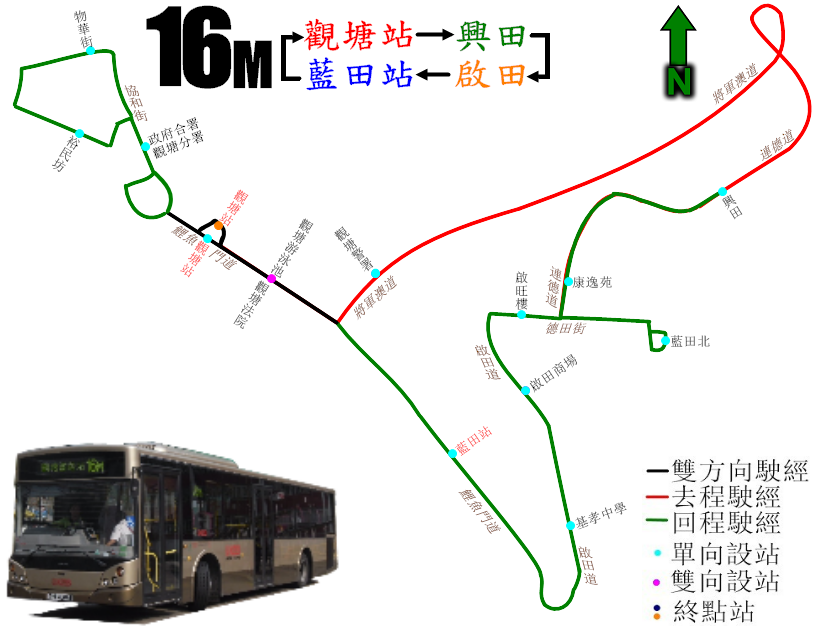
16M線的走線圖

| 觀塘（裕民坊）開 | 觀塘（裕民坊）開             | 觀塘（裕民坊）開     |
| 序號             | 車站名稱                     | 位置                 |
| ---------------- | ---------------------------- | -------------------- |
| 1                | 觀塘（裕民坊）巴士總站       | 裕民坊公共運輸交匯處 |
| 2                | 觀塘轉車站－觀塘市中心（T5） | 觀塘道               |
| 3                | 觀塘游泳池（R1）             | 鯉魚門道             |
| 4                | 觀塘警署（Q1）               | 將軍澳道             |
| 5                | 興田                         | 連德道               |
| 6                | 康逸苑                       | 連德道               |
| 7                | 藍田（北）                   | 藍田（北）巴士總站   |
| 8                | 啟田邨啟旺樓                 | 德田街               |
| 9                | 啟田商場                     | 啟田道               |
| 10               | 基孝中學                     | 啟田道               |
| 11               | 藍田站                       | 鯉魚門道             |
| 12               | 觀塘法院（F1）               | 鯉魚門道             |
| 13               | 觀塘站（E2）                 | 觀塘道               |
| 14               | 裕民坊                       | 裕民坊               |
| 15               | 觀塘（裕民坊）巴士總站       | 裕民坊公共運輸交匯處 |

## 外部連結
- 九巴16M線 （页面存档备份，存于）